# San Antonio de Areco
San Antonio de Areco è una cittadina argentina della provincia di Buenos Aires capoluogo del partido omonimo. È un centro turistico, dal caratteristico aspetto coloniale nominato nel 2015 Capitale Nazionale della Tradizione per il suo storico passato gaucho.

## Geografia
San Antonio de Areco sorge nella regione della Pampa umida, lungo la sponda sinistra del fiume Areco. La città è situata a 110 km a nord-ovest della capitale Buenos Aires.

## Storia
In epoca coloniale la zona dell'attuale San Antonio de Areco era situata alla frontiera tra le grandi fattorie dei coloni spagnoli e le vaste praterie abitate da popolazioni nomadi querandí. L'unione tra queste due etnie diede vita alla cultura creola ed in particolare alla figura del gaucho. Nel 1714 il piccolo insediamento fu attaccato da un'incursione dei nativi. Gli abitanti fecero così voto di intitolare il villaggio a Sant'Antonio da Padova se li avesse liberati dalla minaccia degli attacchi degli indigeni. Con la crescita della popolazione del villaggio, il Cabildo Ecclesiastico di Buenos Aires elevò a parrocchia San Antonio de Areco in data 23 ottobre 1730.
Nella seconda metà del XIX secolo San Antonio de Areco fu raggiunta da centinaia di immigrati d'origine italiana, spagnola e balcanica.

## Monumenti e luoghi d'interesse
- Chiesa di Sant'Antonio da Padova
- Ponte Vecchio

## Cultura

### Istruzione

#### Musei
- Museo Gauchesco "Ricardo Güiraldes"
- Museo Las Lilas
- Museo Draghi

## Infrastrutture e trasporti
San Antonio de Areco sorge all'intersezione tra la strada nazionale 8, che unisce Buenos Aires alle provincie di Córdoba e San Luis, e le provinciali 31 e 41.